# جيمي ميليغان
جيمي ميليغان (بالإنجليزية: Jamie Milligan)‏ (3 يناير 1980 ببلاكبول في المملكة المتحدة - ) هو لاعب كرة قدم بريطاني في مركز الوسط. شارك مع منتخب إنجلترا تحت 18 سنة لكرة القدم. أما مع النوادي، فقد لعب مع ستوكبورت كونتي وماكليسفيلد تاون ونادي إيفرتون ونادي بلاكبول ونادي ساوثبورت ونادي هايد إف سي وليه جنيسيس ‏ وفليتوود تاون.

## وصلات خارجية
- جيمي ميليغان على موقع قاعدة بيانات كرة القدم.إي يو (الإنجليزية)
- جيمي ميليغان على موقع Soccerbase.com (لاعب) (الإنجليزية)
- جيمي ميليغان على موقع عالم كرة القدم.نت (الإنجليزية)